# Giambattista Mancuso
Giambattista Mancuso (Palmi, 28 giugno 1922 – Cornalba, 25 novembre 1944) è stato un partigiano italiano.

## Biografia
Giambattista Mancuso nacque a Palmi, in provincia di Reggio Calabria, il 28 giugno 1922. Il padre Vincenzo trovò lavoro a Milano come custode del liceo classico Giuseppe Parini, pertanto, tutta la famiglia emigrò nel capoluogo lombardo. Giambattista, dopo aver ottenuto il diploma nello stesso liceo dove lavorò il padre, s'iscrisse all'Università, nella facoltà di Medicina, ma dopo l'armistizio interruppe gli studi per entrare nella Resistenza. Appartenente alla Divisione "Orobica" di "Giustizia e Libertà" e, in seguito, alla Brigata partigiana "XXIV maggio",
Morì in Val Brembana combattendo, con altri diciotto partigiani, sulle alture di Cornalba, investite dal rastrellamento compiuto da quattrocentocinquanta militi delle Brigate nere.

## Riconoscimenti
Sulla casa di Milano a Porta Nuova, dove lo studente abitò al numero 4 di via Goito, lo ricorda una lapide con la scritta:
Qui dimorò
Giambattista Mancuso
studente universitario
che il fiore della giovinezza
volle offrire in sacrificio eroico
nella lotta per la libertà
Palmi 1922-Val Brembana 1944.
A Giambattista Mancuso è stata intitolata una via a Palmi e una a Reggio Calabria.